# Hines Creek
Hines Creek è un villaggio del Canada, situato nella regione settentrionale dell'Alberta.